# Especie reactiva de oxígeno

Estructura de Lewis de las principales especies reactivas de oxígeno.1: ión peróxido (O_{2}^{2-}); 2: dioxígeno (O_{2}); 3: anión superóxido (O_{2}^{•-}); 4: peróxido de hidrógeno (H_{2}O_{2}); 5: radical hidroxilo (HO^{•})

En el contexto de la química y la biología, se conoce como especies reactivas de oxígeno (ERO o ROS por reactive oxygen species) al grupo de moléculas orgánicas e inorgánicas formado por iones de oxígeno,  radicales libres y peróxidos altamente reactivos.
Generalmente son moléculas de pequeño tamaño, cuya alta reactividad se debe a la presencia de una capa de electrones de valencia desapareada. Estas especies se forman de manera natural como subproducto del metabolismo normal del oxígeno y tienen un importante papel en la señalización celular. Son intermediarios en el comportamiento redox del O2, fundamental en las pilas de combustible. Las ROS son fundamentales en la fotodegradación de contaminantes orgánicos en la atmósfera. Sin embargo, en épocas de estrés ambiental sus niveles pueden aumentar en gran manera, lo cual puede resultar en daños significativos en las estructuras celulares. Esto desemboca en una situación conocida como estrés oxidativo.

## Descripción de las ROS
Las ROS no se definen de manera uniforme. La gran mayoría de las fuentes incluyen el superóxido, el oxígeno singlete y el radical hidroxilo. El peróxido de hidrógeno no es tan reactivo como el resto de estas especies, pero es de muy rápida activación, motivo por el que se le incluye. Debido a sus propiedades, tanto el peroxinitrito como el óxido nítrico también se clasifican en este grupo. 
- El radical hidroxilo (HO·) se genera por la reacción de Fenton del peróxido de hidrógeno con compuestos ferrosos y agentes reductores relacionados:

Fe(II) + H
2O
2  →   Fe(III)OH  +  HO·
En su fugaz existencia, el radical hidroxilo reacciona rápidamente de forma irreversible con todos los compuestos orgánicos.
- El anión superóxido (O−
2) es producido a través de la reducción del O2[2].En el cuerpo humano se producen varios gramos al día en el interior de las mitocondrias.[3]

O
2 + e−
   →   O−
2
Compitiendo con su formación, el superóxido es destruido por la acción de la superóxido dismutasas, enzimas que catalizan su desproporción:
2 O−
2  +  2H+
  →   O
2  +  H
2O
2
- El peróxido de hidrógeno (H
2O
2) también se produce como producto secundario de la respiración celular.[2]
- El peroxinitrito (ONO−
2) es el resultado final de la reacción entre el superóxido y el óxido nítrico.
- El dioxígeno (1
O
2; también conocido como oxígeno singlete) frecuentemente se incluye en el grupo de las especies reactivas de oxígeno. Compuestos fotosensibilizadores como la clorofila pueden llegar a convertir el oxígeno triplete (3
O
2)en su forma singlete.[4] El dioxígeno es muy reactivo con los compuestos orgánicos insaturados. Los carotenoidess, tocoferoles y plastoquinonas contenidos en los cloroplastos se unen al dioxígeno y protegen contra sus efectos tóxicos. Los productos oxidados del β-caroteno que surgen de la presencia de oxígeno singlete actúan como segundo mensajeros que pueden proteger contra la toxicidad inducida por el este o iniciar la muerte celular programada. Los niveles de jasmonato desempeñan un papel clave en la decisión entre la aclimatación o la muerte celular en respuesta a niveles elevados de esta especie reactiva del oxígeno[4]

## Función biológica
En un contexto biológico, las ROS son subproductos del metabolismo normal del oxígeno. Las ROS cumplen un papel destacado en los procesos de señalización celular y homeostasis,  y en circunstancias normales se encuentran presentes en bajas concentraciones en la célula, siendo imprescindibles para el correcto funcionamiento celular. En las plantas, las ROS intervienen en procesos metabólicos relacionados con la fotoprotección y la tolerancia a diversos tipos de estrés. Sin embargo, las ROS pueden causar daños irreversibles en el ADN, ya que oxidan y modifican algunos componentes celulares, e impiden que desempeñen sus funciones originales. Esto sugiere que las ROS tienen una doble función: el que actúen como factores nocivos, protectores o de señalización depende del equilibrio entre la producción y la eliminación de ROS en el momento y el lugar adecuados. En otras palabras, la toxicidad puede surgir tanto como de la producción descontrolada de ROS como de una eliminación ineficaz de estas sustancias por parte del sistema antioxidante. Recientemente se ha demostrado que las ROS pueden modificar el aspecto visual de los peces. Esto afecta potencialmente a su comportamiento y ecología, así como al control de su temperatura corporal, su comunicación visual, su reproducción y su supervivencia.
En condiciones de estrés ambiental (por ejemplo, exposición a los rayos UV o al calor), los niveles de ROS pueden aumentar drásticamente, pudiendo provocar graves daños en las estructuras celulares. Este fenómeno se conoce como estrés oxidativo. En plantas, la producción de ROS está fuertemente influenciada por las respuestas a factores de estrés. Entre los factores que aumentan la producción de ROS se incluyen la sequía, el estrés salino, la bajada excesiva de temperatura, los ataques de patógenos, la deficiencia de nutrientes esenciales, la toxicidad inducida por metales pesados y la radiación UV-B. Las ROS también se pueden generar de forma exógena, tal y como demuestran los efectos producidos por la radiación ionizante, pudiendo desembocar en efectos irreversibles en el dessarollo de los tejidos, tanto en plantas como en animales.

## Efectos dañinos
Normalmente las células son capaces de defenderse y protegerse a sí mismas contra los daños de las especies reactivas del oxígeno mediante el uso de enzimas como la superóxido dismutasa y la catalasa. Pequeñas moléculas antioxidantes como el ácido ascórbico (vitamina C), ácido úrico, y glutatión también desempeñan un rol importante como antioxidantes celulares. Del mismo modo, los polifenoles antioxidantes colaboran en la prevención de los daños causados por las especies reactivas del oxígeno eliminando radicales libres. Por el contrario, la capacidad antioxidante del espacio extracelular es relativamente poca e.g. el más importante antioxidante en el plasma humano es el ácido úrico.
Los efectos de las especies reactivas del oxígeno sobre el metabolismo celular han sido bien documentadas en una gran variedad de especies. Estos incluyen no solo los roles en la muerte celular programada y la necrosis, sino también efectos positivos, tales como la inducción de genes de defensa y la movilización de los sistemas de transporte de iones. También se lo implica con frecuencia en funciones de señalización redox o señalización oxidativa. En particular, las plaquetas que participan en la reparación de heridas y  homeostasis de la sangre liberan especies reactivas del oxígeno para reclutar más plaquetas en los sitios de lesión. Estas también proporcionan un enlace a la adaptación del [sistema inmune] a través del reclutamiento de glóbulos blancos.
Las especies reactivas del oxígeno están implicadas en la actividad celular a una variedad de respuestas inflamatorias incluyendo las enfermedades cardiovasculares. También pueden estar involucradas en el daño cóclear inducido por elevados niveles de sonido, ototoxicidad de drogas como el cisplatino y en la sordera congénita en animales y humanos. La señalización redox también está implicada en la mediación de la apoptosis o muerte celular programada y en la lesión isquémica. Ejemplos concretos son los accidentes cerebrovasculares y ataques cardíacos.
En general, los efectos nocivos de las especies reactivas del oxígeno en la célula son:
1. Daños al ADN
2. Oxidación de ácidos grasos poliinsaturados
3. Oxidación de aminoácidos en las proteínas t